# Astochia maculipes
Astochia maculipes är en tvåvingeart som först beskrevs av Walker 1855.  Astochia maculipes ingår i släktet Astochia och familjen rovflugor. Inga underarter finns listade i Catalogue of Life.